# 1683 w polityce

Jan III Sobieski po bitwie pod Wiedniem

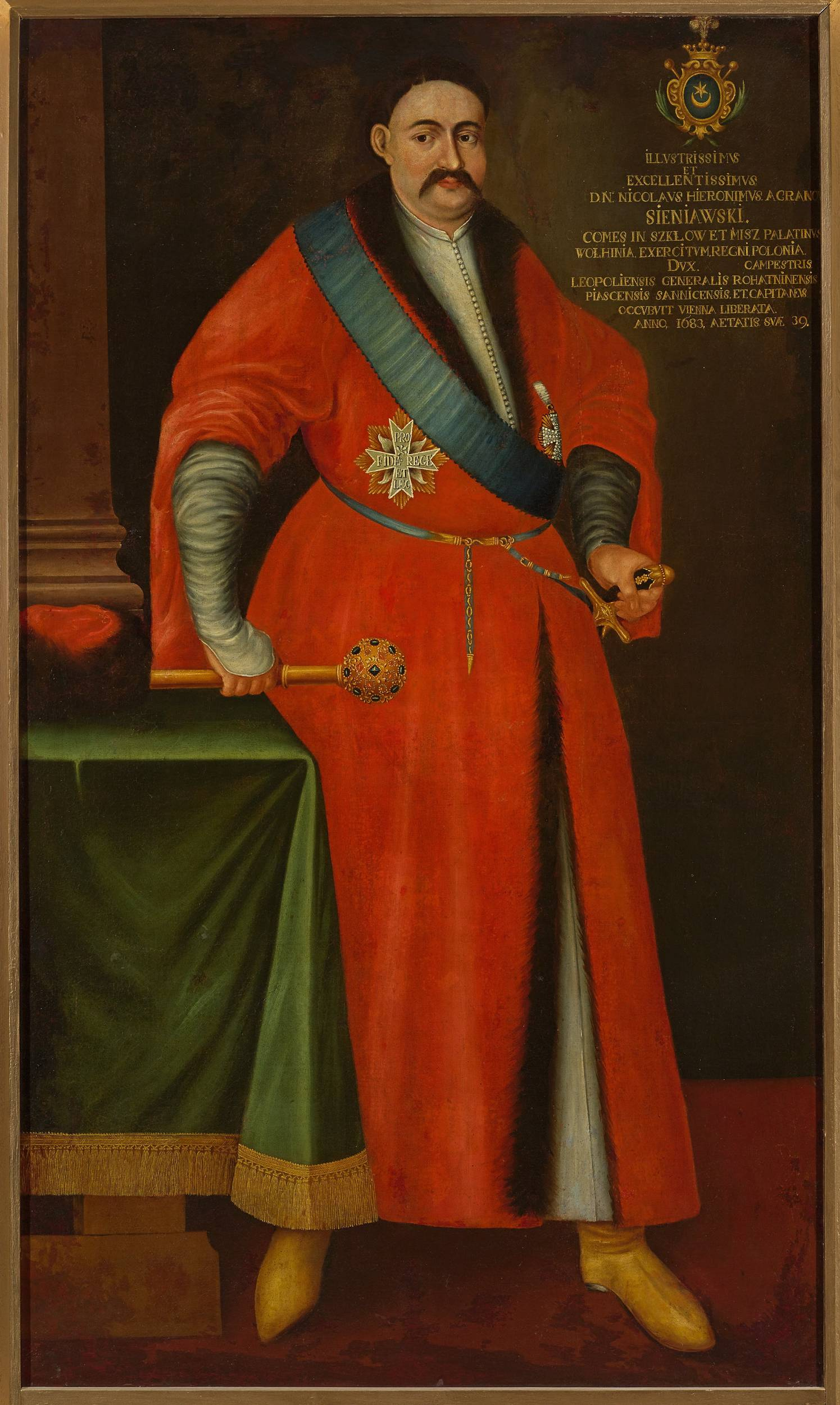
Mikołaj Hieronim Sieniawski

Wydarzenia polityczne w 1683 roku.

## Wydarzenia
- 12 września Odsiecz wiedeńska[1]. Połączone siły polskie, austriackie i niemieckie pokonały armię turecką oblegającą Wiedeń.

## Zmarli
- 15 grudnia Mikołaj Hieronim Sieniawski, hetman polny koronny[2].